# William James Armstrong
Pour les articles homonymes, voir William Armstrong et Armstrong.
William James Armstrong (31 octobre 1826-8 décembre 1915) est un homme politique canadien de la Colombie-Britannique. Il est député provincial indépendant de la circonscription britanno-colombienne de New Westminster District de 1871 à 1878 et de New Westminster City de 1881 jusqu'à sa démission en 1884.

## Biographie
Né vers Peterborough dans le Haut-Canada (Ontario), Armstrong naît de parent d'origines irlandaise et étudie sur place. Il s'installe ensuite à Grass Valley en Californie où il devient mineur. En 1858, la famille d'installe à Langley en Colombie-Britannique. L'année suivante, il s'installe à Queensborough (maintenant New Westminster) et ouvre un magasin général. 
Élu au conseil municipal de New Westminster en 1860 et sert comme président du conseil (maire) de 1866 à 1867, ainsi que de 1869 à 1871. Armstrong, construit un moulin à farine en 1867 et une scierie en 1876. Il y exerce aussi la charge de juge de paix.
En politique provinciale, Armstrong exerce la fonction de ministre des Finances et de l'Agriculture de 1872 à 1876. Défait en 1878, il parvient à se faire élire lors d'une élection partielle déclenché après la démission d'Ebenezer Brown pour raisons de santé en 1881. En 1882, Armstrong est nommé Secrétaire provinciale. En 1884, il démissionne afin d'accepter un poste de shérif dans le comté de Westminster.
Il meurt à New Westminster en décembre 1915 à l'âge de 89 ans.